# Dmitri Jakowlewitsch Laptew
Dmitri Jakowlewitsch Laptew (russisch: Дмитрий Яковлевич Лаптев; * 1701 in Bolotowo bei Welikije Luki; † 20. Januarjul. / 31. Januar 1771greg. ebenda) war ein russischer Polarforscher und Marineoffizier.

## Leben
Laptew, der 1718 in die Marine eintrat, befuhr zunächst den Finnischen Meerbusen, ehe er 1730 erstmals an einer Expedition in arktische Gewässer teilnahm.
Im Zuge der von Vitus Bering geleiteten Großen Nordischen Expedition fiel Dmitri Laptew die Aufgabe zu, die Küste Sibiriens von der Lenamündung bis zur Mündung des Anadyr zu kartieren. Nach einem ersten erfolglosen Versuch im Jahre 1737 erachtete er die Aufgabe wegen des dauerhaften Küsteneises für unlösbar. Er wurde aber von der Admiralität beauftragt, 1739 einen zweiten Versuch zu wagen. In östlicher Richtung vom Mündungsgebiet der Lena vorstoßend, erreichte Laptew im Sommer den Fluss Indigirka, bevor sein Schiff vom Eis eingeschlossen wurde. Nach einer Überwinterung ließ Laptew kleinere Boote bauen, um im Eis besser manövrieren zu können, und gelangte auf diese Weise 1740 bis zum Kap Bolschoi Baranow östlich der Kolyma-Mündung. Nachdem er erneut im Eis überwintern musste, entschied Laptew sich schließlich, auf dem Landweg bis zur Mündung des Anadyr am südlichen Rand der Tschuktschenhalbinsel weiterzureisen, von wo er schließlich einen Landweg von der Festung Anadyr ins östliche Kamtschatka fand.
Im Zuge dieser Expedition zu Wasser und zu Lande kartierte er die sibirische Küstenlinie von der Lenamündung bis zur Kolyma. Weiters erforschte er das Einzugsgebiet und das Mündungsdelta des Anadyr.
1741–1742 kehrte er zurück und kartierte den Anadyr und die Penschina. Nach dieser zweiten Expedition kehrte Laptew in die Baltische Flotte zurück, wo er 1762 in den Ruhestand trat.
Nach Laptew ist die Laptew-Straße benannt, jene Meerenge, die die Ljachow-Inseln vom sibirischen Festland trennt und die die Ostsibirische See mit der ebenfalls nach ihm (und seinem Cousin Chariton Laptew) benannten Laptewsee verbindet.